# Pedron Nial
Pedron Niall is een personage uit de fantasy-cyclus Het Rad des Tijds, geschreven door de Amerikaanse auteur Robert Jordan.
Pedron Niall was de grote leider van de Kinderen van het Licht. Hij is een magere, oudere man, maar hard en slim door jarenlange ervaring op politiek en militair gebied. Volgens beschrijvingen uit het boek schijnt Niall ten tijde van zijn dood rond de tachtig jaar te zijn. Hij was altijd rationeel en dacht na over zijn daden, in tegenstelling tot sommige anderen Kinderen die erg gedreven waren.
Hij was tijdens zijn carrière als leider van de Kinderen van het Licht een goede generaal en leider van menigeen veldslag. Hij wordt gezien als een van de Vijf Grote Kapiteinen.
Niall werd gedood door Abdel Omerna, in opdracht van Emon Valda en Rhadam Asunawa, de Hoge Inquisiteur. Abdel werd daarna direct door opdrachtgever Valda gedood. Valda wordt nieuwe leider van de Kinderen van het Licht.